# Frederick (brano musicale)
Frederick è un brano musicale di Patti Smith, apparso sull'album Wave (1979) del Patti Smith Group. Dedicato al futuro marito Fred Smith, il pezzo venne pubblicato come singolo (b-side: Frederick (live), registrato dal vivo il 23 maggio '79 a New York) dall'Arista Records; l'SP arrivò alla 63ª posizione delle classifiche nel Regno Unito ed alla 90ª negli USA. Sandie Shaw e P.W. (HEL)L si cimentarono in cover della canzone, rispettivamente nel 1986 e nel 1997.

## Classifiche

### Classifiche settimanali
| Classifica (1979) | Posizione massima |
| ----------------- | ----------------- |
| Italia            | 14                |

### Classifiche di fine anno
| Classifica (1979) | Posizione |
| ----------------- | --------- |
| Italia            | 68        |